# Славатичі
Славатичі (або Слав'ятичі, Славатиче, пол. Sławatycze) — село в Польщі, у гміні Славатичі Більського повіту Люблінського воєводства. Населення — 1104 особи (2011).

## Назва
Назва села походить від імені Слав'ята.

## Історія

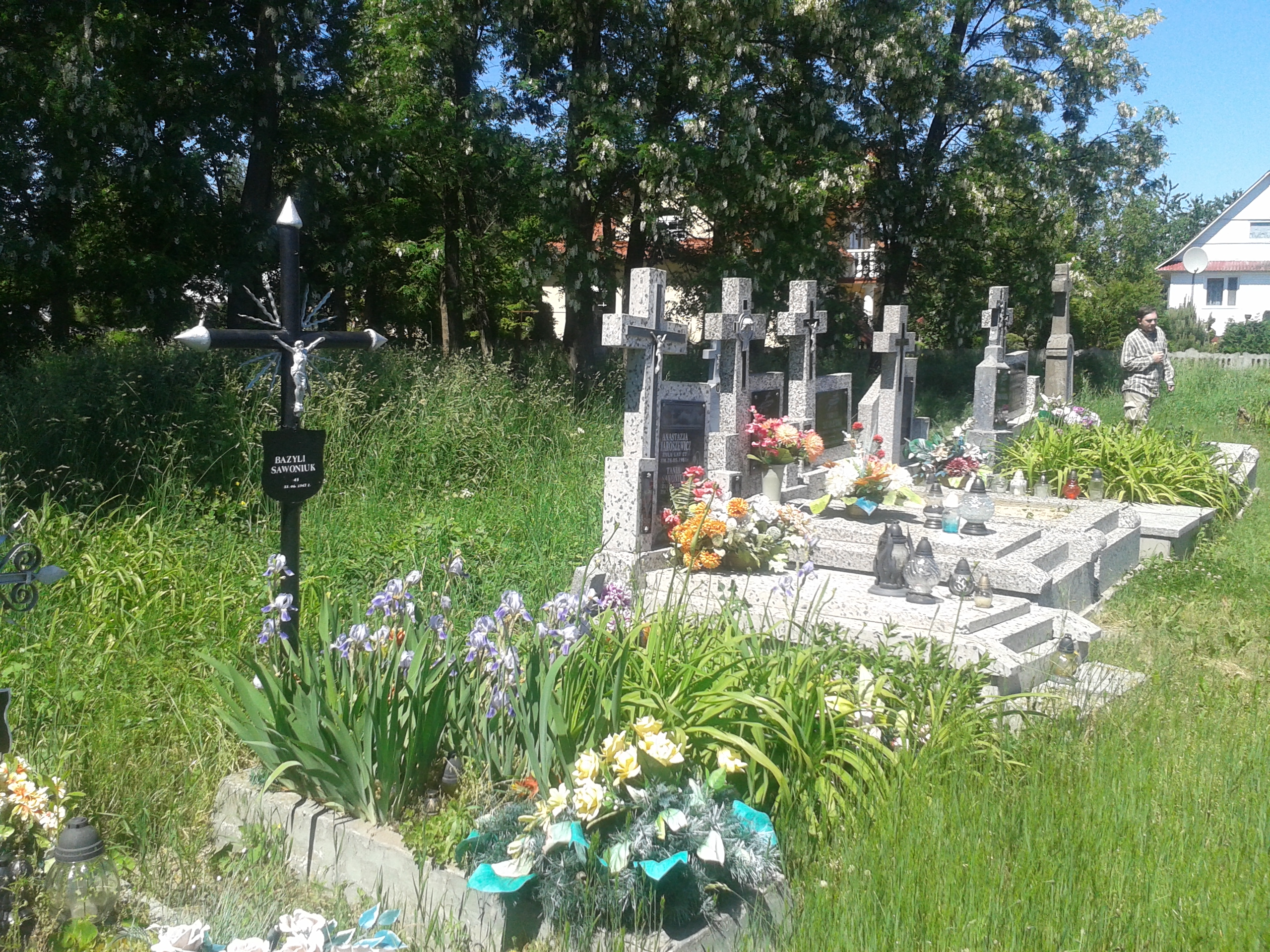
Православний цвинтар

1499 році Урсул Волошин збудував у селі православну церкву, яка належала до Київської митрополії. У 1515 році в Славатичах зведений новий храм. У 1721 році зведена ще одна нова дерев'яна церква.
За даними етнографічної експедиції 1869—1870 років під керівництвом Павла Чубинського, у селі переважно проживали греко-католики, які розмовляли українською мовою. У 1910—1912 роках у селі побудовано сучасну церкву в російському стилі.
За німецької окупації у селі діяла делегатура Більського Українського допомогового комітету (голова М. Штик). У 1943 році в селі проживало 27 українців і 1401 поляк. У 1947 році під час операції «Вісла» польська армія виселила зі Славатич на приєднані до Польщі північно-західні терени 99 українців.
У 1975–1998 роках село належало до Білопідляського воєводства.

## Населення
Демографічна структура станом на 31 березня 2011 року:
|          | Загалом | Допрацездатний вік | Працездатний вік | Постпрацездатний вік |
| -------- | ------- | ------------------ | ---------------- | -------------------- |
| Чоловіки | 529     | 121                | 354              | 54                   |
| Жінки    | 575     | 117                | 319              | 139                  |
| Разом    | 1104    | 238                | 673              | 193                  |